# Mosquée Sahaba de Créteil
La mosquée Sahaba est située à Créteil, en région parisienne, à l'angle de la rue Jean-Gabin et de la voie d'accès à la route de Choisy. Elle a une surface de 1 200 m2 pour une surface bâtie totale de 4 000 m2, répartie sur trois niveaux. La partie consacrée aux lieux de prière est complétée d'espaces à vocation culturelle et de loisirs, tels qu'une bibliothèque, des salles polyvalentes, un restaurant-salon de thé et un hammam.

## Organisation et financement
Financée à hauteur de trois millions par des dons et à hauteur de un million d'euros par la ville de Créteil (partie culturelle), la mosquée est gérée par l'Union des associations musulmanes de Créteil.
La pose de la première pierre a eu lieu le 4 octobre 2006 en présence du député-maire de Créteil Laurent Cathala, du préfet du Val-de-Marne, du président du conseil général du Val-de-Marne, de l'imam de la grande mosquée de Créteil, de l'évêque de Créteil ainsi que du rabbin de Créteil,.
Après les travaux et des améliorations en cours de chantier (qualité des matériaux, décoration intérieure…), le montant initial estimé à 4 millions d'euros est passé à 5,5 millions d'euros. La part de financement de la mairie au titre des espaces culturels est restée fixée à un million d'euros.
La mosquée a ouvert ses portes le mercredi 3 décembre 2008.

## Réactions des responsables des autres cultes
Daniel Labille, évêque de Créteil : 

« Je comprends totalement le désir de cette communauté d'avoir un lieu de culte. La constitution française garantit la liberté de croyance, et pourtant les musulmans n'ont pas de lieu de culte, digne de ce nom, pour pratiquer leur religion. L'installation d'une mosquée à Créteil me paraît donc tout à fait normale. Le meilleur service que l'on puisse rendre à une communauté, c'est de lui éviter de s'enfermer sur elle-même, c'est d'essayer d'avoir des relations avec elle. De ce point de vue là, la mosquée peut être un facteur d'intégration. Bien sûr, on peut fantasmer sur l'islam en pensant tout de suite à l'intégrisme. Je pense qu'il faut dépasser cette peur. Refuser de laisser cette communauté vivre sa religion au grand jour, à l'instar des autres cultes, serait le meilleur moyen de favoriser l'extrémisme. »

André Benayoun, président de la communauté juive de Créteil : 

« La communauté juive de Créteil est favorable à la construction d'une mosquée à Créteil, à l'exemple de toutes les communautés religieuses de la ville qui disposent de lieux de rassemblement et de prières dignes. Ce lieu de culte permettra à la communauté musulmane de se sentir mieux insérée dans la cité de Créteil qui a pour devise "Vivre ensemble". »